# Cerro Chirripó

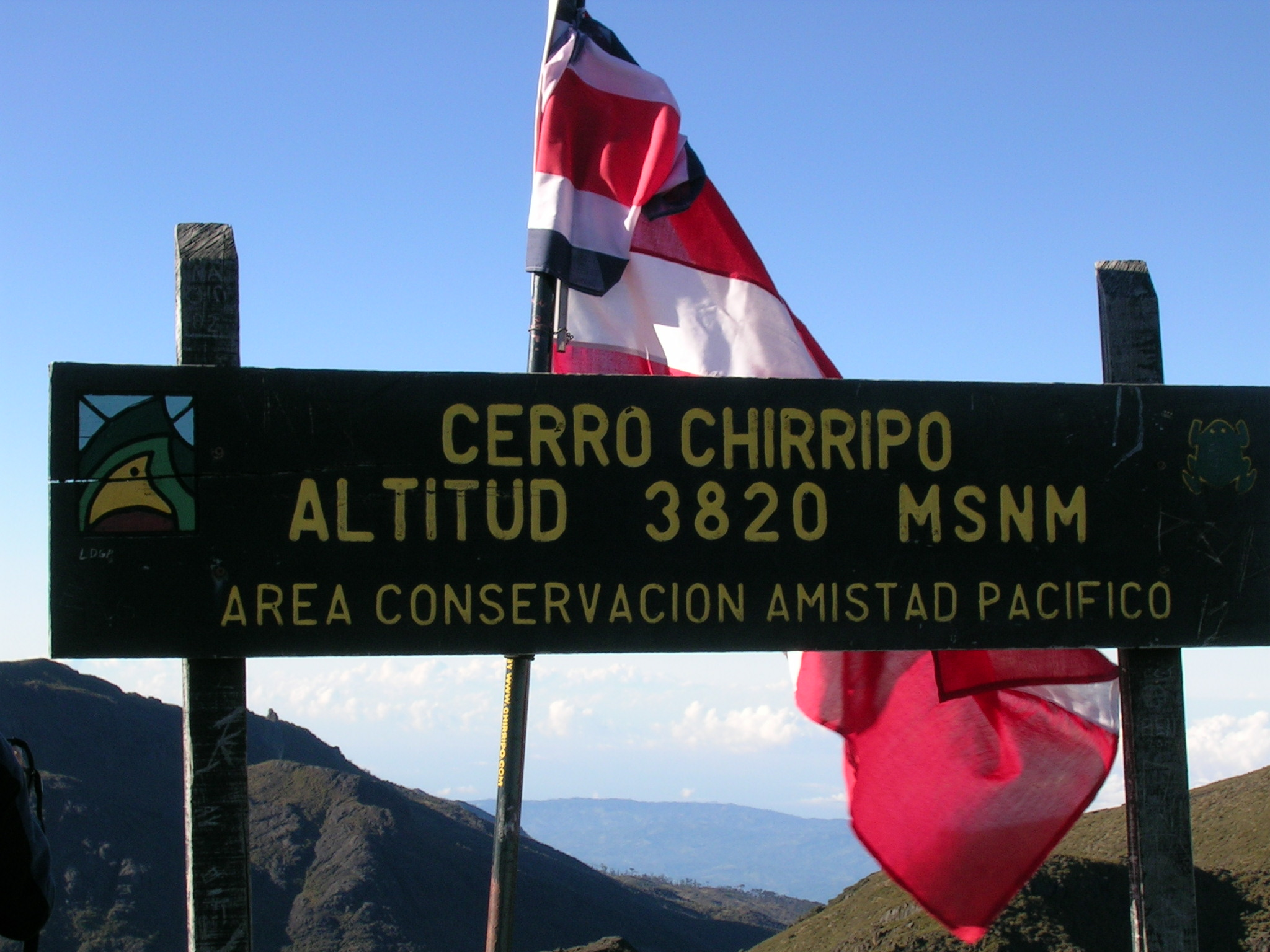
Placa no topo do Cerro Chirripó

Cerro Chirripó é a montanha mais alta da Costa Rica, com 3820 metros de altitude no topo. Está localizado no Parque Nacional Chirripó, na tríplice fronteira entre San José, Cartago e Limón. Apesar de não atingir os 4000m, é a 38.ª montanha do mundo em proeminência topográfica.
Fica na Cordilheira de Talamanca. Do alto podem observar-se lagos de origem glaciar, e, em dias límpidos, consegue ver-se tanto o Oceano Pacífico como o Oceano Atlântico.«Chirripó National Park». costa-rica-guide.com. Consultado em 10 de fevereiro de 2010</ref>
A única forma de chegar ao cume é por uma caminhada de aproximadamente 20 km, a qual se pode realizar em aproximadamente 8 horas.